# Dircenna honrathi
Dircenna honrathi är en fjärilsart som beskrevs av Anton Srnka 1885. Dircenna honrathi ingår i släktet Dircenna och familjen praktfjärilar. Inga underarter finns listade i Catalogue of Life.